# La Llave, Puebla
La Llave är en ort i Mexiko.   Den ligger i kommunen Hueytamalco och delstaten Puebla, i den sydöstra delen av landet, 200 km öster om huvudstaden Mexico City. La Llave ligger 523 meter över havet och antalet invånare är 190.
Terrängen runt La Llave är huvudsakligen kuperad, men den allra närmaste omgivningen är platt. Runt La Llave är det ganska tätbefolkat, med 248 invånare per kvadratkilometer. Närmaste större samhälle är Tlapacoyan, 10,8 km öster om La Llave. I omgivningarna runt La Llave växer huvudsakligen savannskog.